# La Providencia, Purísima del Rincón
La Providencia är en ort i Mexiko.   Den ligger i kommunen Purísima del Rincón och delstaten Guanajuato, i den centrala delen av landet, 300 km nordväst om huvudstaden Mexico City. La Providencia ligger 1 754 meter över havet och antalet invånare är 126.
Terrängen runt La Providencia är platt åt sydost, men åt nordväst är den kuperad. Runt La Providencia är det ganska tätbefolkat, med 230 invånare per kvadratkilometer. Närmaste större samhälle är San Francisco del Rincón, 5,4 km nordost om La Providencia. Trakten runt La Providencia består till största delen av jordbruksmark.